# Lijst van 3FM Megahits in 2005
Deze hits waren in 2005 3FM Megahit op 3FM:
| Nr. | Week    | Artiest                                                     | Titel                                                       | Hoogste positie in de 3FM Mega Top 50                       |
| --- | ------- | ----------------------------------------------------------- | ----------------------------------------------------------- | ----------------------------------------------------------- |
| 607 | Week 1  | Mocky & Taylor Savvy                                        | Catch a Moment in Time                                      | 15                                                          |
| 608 | Week 2  | Artiesten voor Azië                                         | Als je iets kan doen                                        | 1(4wk)                                                      |
| 609 | Week 3  | The Chemical Brothers                                       | Galvanize                                                   | 6                                                           |
| 610 | Week 4  | Good Charlotte                                              | I Just Wanna Live                                           | 7                                                           |
| 611 | Week 5  | Within Temptation                                           | Memories                                                    | 4                                                           |
| 612 | Week 6  | Kasabian                                                    | Processed Beats                                             | 6                                                           |
| 613 | Week 7  | Moby                                                        | Lift Me Up                                                  | 3                                                           |
| 614 | Week 8  | Anouk                                                       | Lost                                                        | 2                                                           |
| 615 | Week 9  | Gwen Stefani & Eve                                          | Rich Girl                                                   | 3                                                           |
| 616 | Week 10 | Queens of the Stone Age                                     | Little Sister                                               | 5                                                           |
| 617 | Week 11 | Green Day                                                   | Holiday                                                     | 22                                                          |
| 618 | Week 12 | Lange Frans & Baas B                                        | Supervisie                                                  | 9                                                           |
| 619 | Week 13 | John Mayer                                                  | Daughters                                                   | 3                                                           |
| 620 | Week 14 | Kane                                                        | Something to Say                                            | 1(1wk)                                                      |
| 621 | Week 15 | Krezip                                                      | Out of My Bed                                               | 3                                                           |
| -   | Week 16 | Geen 3FM Megahit in verband met de 80's Request-week        | Geen 3FM Megahit in verband met de 80's Request-week        | Geen 3FM Megahit in verband met de 80's Request-week        |
| 622 | Week 17 | Coldplay                                                    | Speed of Sound                                              | 5                                                           |
| 623 | Week 18 | Gavin DeGraw                                                | I Don't Want to Be                                          | 9                                                           |
| 624 | Week 19 | Kaiser Chiefs                                               | Oh my God                                                   | 17                                                          |
| 625 | Week 20 | The Game & 50 Cent                                          | Hate It or Love It                                          | 3                                                           |
| 626 | Week 21 | Oasis                                                       | Lyla                                                        | 13                                                          |
| 627 | Week 22 | Amerie                                                      | 1 Thing                                                     | 5                                                           |
| 628 | Week 23 | Jack Johnson                                                | Sitting, Waiting, Wishing                                   | 14                                                          |
| 629 | Week 24 | John Legend                                                 | Ordinary People                                             | 12                                                          |
| 630 | Week 25 | Jem                                                         | They                                                        | 11                                                          |
| 631 | Week 26 | Green Day                                                   | Wake Me Up When September Ends                              | 15                                                          |
| 632 | Week 27 | Racoon                                                      | Love You More                                               | 2                                                           |
| 633 | Week 28 | Joss Stone                                                  | Don't Cha Wanna Ride                                        | 4                                                           |
| 634 | Week 29 | Kanye West                                                  | Diamonds from Sierra Leone                                  | 27                                                          |
| -   | Week 30 | Geen 3FM Megahit in verband met de 40 jaar 3FM-week         | Geen 3FM Megahit in verband met de 40 jaar 3FM-week         |                                                             |
| 635 | Week 31 | Bon Jovi                                                    | Have a Nice Day                                             | 7                                                           |
| 636 | Week 32 | James Blunt                                                 | You're Beautiful                                            | 1(5wk)                                                      |
| 637 | Week 33 | Heather Nova                                                | Welcome                                                     | 15                                                          |
| 638 | Week 34 | Hard-Fi                                                     | Hard to Beat                                                | 7                                                           |
| 639 | Week 35 | Jamie Cullum                                                | Get Your Way                                                | 9                                                           |
| 640 | Week 36 | Gavin DeGraw                                                | Follow Through                                              | 3                                                           |
| 641 | Week 37 | Robbie Williams                                             | Tripping                                                    | 1(2wk)                                                      |
| 642 | Week 38 | Lange Frans & Baas B                                        | Het land van...                                             | 1(2wk)                                                      |
| -   | Week 39 | Geen 3FM Megahit in verband met de 90's Request-week        | Geen 3FM Megahit in verband met de 90's Request-week        | Geen 3FM Megahit in verband met de 90's Request-week        |
| 643 | Week 40 | The White Stripes                                           | My Doorbell                                                 | 6                                                           |
| 644 | Week 41 | Kelly Clarkson                                              | Behind These Hazel Eyes                                     | 5                                                           |
| 645 | Week 42 | Christian Walz                                              | Wonderchild                                                 | 9                                                           |
| 646 | Week 43 | Madonna                                                     | Hung Up                                                     | 1(6wk)                                                      |
| 647 | Week 44 | Tiga                                                        | You Gonna Want Me                                           | 9                                                           |
| 648 | Week 45 | Kaiser Chiefs                                               | I Predict a Riot                                            | 7                                                           |
| 649 | Week 46 | The Rasmus                                                  | Sail Away                                                   | 12                                                          |
| 650 | Week 47 | Krezip                                                      | I Apologize                                                 | 12                                                          |
| 651 | Week 48 | Anouk                                                       | One Word                                                    | 3                                                           |
| 652 | Week 49 | Coldplay                                                    | Talk                                                        | 1(5wk)                                                      |
| 653 | Week 50 | Racoon                                                      | Laugh About It                                              | 9                                                           |
| -   | Week 51 | Geen 3FM Megahit in verband met de 3FM Serious Request-week | Geen 3FM Megahit in verband met de 3FM Serious Request-week | Geen 3FM Megahit in verband met de 3FM Serious Request-week |
| -   | Week 52 | Geen 3FM Megahit in verband met de Top Serious Request-week | Geen 3FM Megahit in verband met de Top Serious Request-week | Geen 3FM Megahit in verband met de Top Serious Request-week |

1993 · 
1994 ·
1995 · 
1996 ·
1997 ·
1998 ·
1999 ·
2000 ·
2001 ·
2002 ·
2003 ·
2004 ·
2005 ·
2006 ·
2007 ·
2008 ·
2009 ·
2010 ·
2011 ·
2012 ·
2013 ·
2014 ·
2015 ·
2016 ·
2017 ·
2018 ·
2019 ·
2020 ·
2021 ·
2022 ·
2023 ·
2024 ·
2025